# Den Store Danske Encyklopædi
Den Store Danske Encyklopædi (volný český překlad: „Velká dánská encyklopedie“) je nejobsáhlejší a nejkomplexnější encyklopedie psaná v dánštině.

## Historie
Encyklopedie vycházela postupně v letech 1994–2006. Celé dílo má celkem 22 svazků s hesly a další dva indexové svazky. Celkem obsahuje přibližně 160 000 hesel, které vypracovalo přibližně 4 000 akademiků z různých oborů. Encyklopedii vydávala společnost Danmarks Nationalleksikon A/S, dceřiná společnost významného dánského nakladatelství Gyldendal, zřízená speciálně pro tento účel. Celkem bylo prodáno přibližně 35 000 výtisků.
V roce 2004 byla vydána verze na CD-ROM pro Microsoft Windows a o rok později pro Mac OS. V roce 2006 byla encyklopedie zpřístupněna za poplatek v elektronické formě, od roku 2009 je její on-line verze k dispozici zdarma pro nekomerční použití.